# Musica cinese
La musica cinese è la musica del popolo cinese, che comprende sia quella della nazionalità han che quella delle minoranze etniche presenti nel territorio cinese. Essa include anche la musica composta dai cinesi delle origini in alcuni territori esterni alla Cina continentale, che fa uso degli strumenti cinesi tradizionali o è prodotta in lingua cinese.

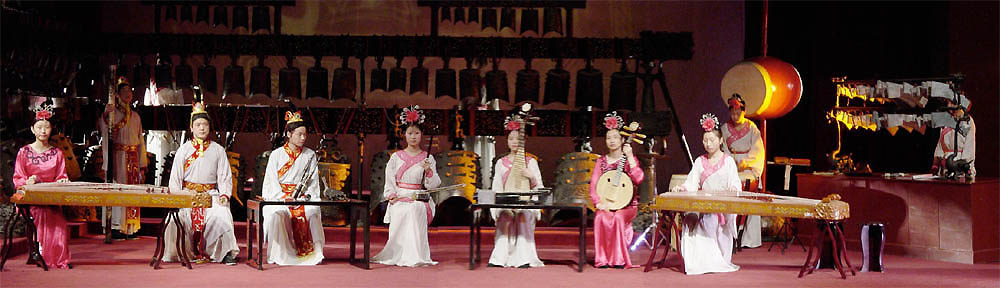
Gruppo musicale tradizionale cinese con strumenti della dinastia Tang

Differenti tipi di musica ci hanno lasciato delle documentazioni dai primi periodi della civilizzazione cinese; queste testimonianze, insieme ai reperti archeologici, ci forniscono evidenze sul ben sviluppato repertorio musicale della dinastia Zhou. Questi e ulteriori sviluppi delle varie forme di musica attraverso il succedersi delle dinastie hanno formato il ricco retaggio musicale che oggi fa parte del vasto panorama culturale cinese. Tuttavia la musica cinese continua a evolversi nei tempi moderni, e sono emerse nuove forme contemporanee.
Gli strumenti erano divisi in otto gruppi determinati dal materiale di costruzione: l'argilla, la pietra, il legno, il bambù, la seta, il metallo, la zucca e la pelle.

## Storia

### Storia mitica
In Cina, tradizionalmente, si fa risalire l'origine della musica, divina e strettamente connessa alla cosmologia e all'astrologia, coi racconti mitici. L'origine della musica è riconosciuta ai tre imperatori leggendari Fu Xi, Huangdi, Shun e Ling Lun. A Fuxi è attribuita l'invenzione del guqin e della musica li ben ("porre le basi"), a Huangdi l'invenzione della musica xian shi ("benessere universale"). Ling Lun, ministro dell'Imperatore Giallo, sui monti Kunlun, costruì dei flauti di bambù che riproducevano il suono fondamentale (huang-kong). Con essi, inoltre, Ling Lun elaborò i 12 suoni base per imitare il verso di numerosi uccelli, fra cui quello della fenice maschio e di quella femmina. Shun, invece, avrebbe inventato il paixiao, lo sheng e la musica da shao ("grande concordia").

### Periodo pre-imperiale
Durante la dinastia Zhou la musica aveva un ruolo importante all'interno delle complesse situazioni rituali e divine cinesi: associata alla danza, essa accompagnava i cerimoniali religiosi collegati alla natura e alle tappe fondamentali della vita umana ed anche la vita sociale nelle corti degli imperatori, dove non dovevano mancare mai le danze, inoltre si credeva che in Cina la musica avesse un ruolo formativo per lo spirito e l'anima. Le danze potevano essere civili (文舞S, wénwǔP) o militari (武舞S, wǔwǔP). In quelle civili, i danzatori si distribuivano in file di 8 per lato e tenevano nella mano destra delle penne di fagiano e nella sinistra un flauto. In quelle militari, invece, i danzatori avevano nella mano destra un'alabarda e in quella sinistra uno scudo. Nel periodo dei regni combattenti s'ebbero numerose innovazioni in ambito musicale. Proprio in questo periodo, infatti, s'inventarono il guzheng e il pipa. Si riconosceva alla musica la capacità di agire sull'individuo condizionandone i comportamenti in senso positivo o negativo; il filosofo Confucio (551-479 a.C.) espresse opinioni molto simili a quelle che, nel V secolo a.C., il greco Damone divulgava ad Atene, soprattutto riguardo alla necessità di un attento controllo statale sulla diffusione dei repertori musicali.

### Periodo imperiale
Con le riforme di Qin Shi Huang, la musica fu tralasciata. In epoca Han la musica fu ripresa in considerazione: gli studi teorici avanzarono, si diffusero sempre più gli strumenti musicali. Si stabilì l'altezza di un "suono fondamentale", detto huang-kong ("campana gialla"), capace di costituire un riferimento fisso per l'intonazione e corrispondente al nostro Mi (per alcuni etnomusicologi al nostro Fa). Venne inoltre creato l'Ufficio imperiale della musica, col compito di raccogliere tutto il materiale musicale e gli studi di carattere acustico, che progredirono. Si delineò nitidamente la divisione fra musica rituale (yayue) e musica profana. Durante la dinastia Tang, la musica cinese, per la prima volta, entrò in contatto colla musica straniera; a corte erano molto apprezzata le musiche e le danze coreana, indiana e persiana. Vennero corrette le canne che producevano i 12 suoni fondamentali. La musica era divisa complessivamente in otto generi e, nello specifico, la musica di corte si divideva in: profana, rituale e straniera. I musicisti schiavi e la scuola femminile di musica contavano trentamila tra musici e danzatori. Sempre in questo periodo, si componeva musica su poesie, strumenti, danze e generi diversi.
Sotto i Song la musica declinò notevolmente: il numero dei musici e dei cantautori diminuì, terminò l'organizzazione della musica di corte, che venne sostituita dalla musica popolare, anche negli ambienti aristocratici. S'aprirono case da vino e da tè con intrattenimenti musicali e si sviluppò il teatro musicale. Durante la dinastia Yuan, un periodo non molto creativo ma interessante sotto il profilo organizzativo, s'introdusse una scala musicale differente da quella cinese. S'evolse ulteriormente il teatro musicale, in cui si distinsero due scuole: quella del Nord e quella del Sud (quest'ultima già apparsa sotto i Song); gli strumenti più utilizzati erano quelli a corda, in special modo il pipa; quella dei musicisti divenne una casta ereditaria. Durante la dinastia Ming la musica continuò a decadere, finché Jiajing non avviò un piano di riforme. Jiajing non solo fece istituire il teatro musicale kūnqǔ, ma instaurò degli obblighi dal punto di vista tecnico ai musicisti e fece incrementare gli studi teorici. I cantautori, i musici e i danzatori s'esibivano i contesti molto vari: dai solenni riti ufficiali agli allegri banchetti. Sotto i Qing la musica occidentale fa il suo ingresso nella cultura musicale cinese. Il teatro musicale è assai popolare, e la musica di corte continua il suo sviluppo. Nella vita sociale aristocratica s'assisteva a danze e musiche di varie nazionalità dell'Est e del Sud-est asiatico. Dalla sintesi delle arie musicali dell'Anhui e dello Hubei nacque l'Opera di Pechino.

### Storia moderna
Con la comparsa della Repubblica la musica di corte cessa d'esistere. L'influenza della musica occidentale aumenta. Viene istituito a Shanghai il primo conservatorio nazionale. Con la vittoria dei comunisti nella guerra civile e l'istituzione della Repubblica popolare, la musica e l'arte in generale fu trainata dalle idee di Mao Zedong: secondo lo statista, occorreva prendere spunto anche dalla musica antica, incrementarla con nuovi elementi e renderla rivoluzionaria. In seguito s'approfondirono gli studi sulla storia della musica cinese. Nei conservatori si studia anche musica occidentale, ma non viene trascurata affatto quella tradizionale. L'Opera di Pechino è in voga.
Tra gli strumenti musicali cinesi ricordiamo il pipa e il guqin, inserito, nel 2008 nella lista dei patrimoni immateriali dell'umanità dell'UNESCO.
Tra le cantanti cinesi più note ricordiamo Na Ying e Karen Mok, la più famosa pop star cinese, nota in Italia anche per il duetto con Andrea Bocelli con il brano Cheek to cheek .